# Royal National Rose Society
La Royal National Rose Society (Sociedad Real Nacional de la rosa) es una asociación británica dedicada al cultivo y el conocimiento de las rosas. Fue fundada en 1876 y con sede en Saint Albans en la parte sur de Hertfordshire en Inglaterra. Es una asociación cuyos miembros no solo provienen de los viveros profesionales como de los aficionados a la jardinería en el Reino Unido, sino también de todo el mundo.
Una de las principales funciones de la Sociedad es la realización de ensayos de nuevas razas de rosales de todo el mundo. Estas pruebas, International Merit Trials, que tienen  lugar en el « Gardens of the Rose » para los criadores profesionales y aficionados, son de renombre internacional.
La Sociedad, en la medida de lo posible, presta una asistencia en cualquier asunto relacionado con las rosas, desde la búsqueda de una en particular, a la identificación de los rosales, así como la asesoría general o específica sobre el cultivo de rosas.
También cuenta con una biblioteca muy importante sobre las rosas y los rosales, con  libros desde el año 1900. Es un recurso que los miembros de la sociedad proporcionan a  muchas instituciones afiliadas a la educación en todo el mundo.
La Sociedad publica una revista trimestral llamada The Rose y desde su renacimiento en 2005, una revista anual.
El escaparate de la Sociedad es el Jardín de la Royal National Rose Society (Royal National Rose Society Gardens y anteriormente The Gardens of the Rose-Los Jardines de la Rosa), ubicado en su sede. Cuenta con más de 30.000 rosas. Fue cerrado a los visitantes durante cuatro años para su modernización. Volvió a abrir sus puertas al público el 9 de junio de 2007.
Es miembro de la Federación mundial de las sociedades de la rosa (World Federation of Rose Societies) es una organización internacional privada, que incluye las sociedades nacionales de la rosa y cuyos objetivos es el desarrollar el conocimiento sobre la rosa mediante la organización de conferencias internacionales y jugando el papel de un centro de información global. La asociación premia regularmente distinciones a las nuevas variedades de rosas, incluida la de rosa favorita del mundo.